# HD 139329
HD 139329，又名BD-20 4285，SAO 183646、HR 5810，是一颗恒星，视星等为5.84，位于銀經347.21，銀緯27.17，其B1900.0坐标为赤經15h 32m 27.3s，赤緯-20° 27.17′ 9″。